# Стшебелінко
Стшебелінко (пол. Strzebielinko) — село в Польщі, у гміні Ґневіно Вейгеровського повіту Поморського воєводства. Населення — 394 особи (2011).
У 1975—1998 роках село належало до Гданського воєводства.

## Демографія
Демографічна структура станом на 31 березня 2011 року:
|          | Загалом | Допрацездатний вік | Працездатний вік | Постпрацездатний вік |
| -------- | ------- | ------------------ | ---------------- | -------------------- |
| Чоловіки | 275     | 30                 | 216              | 29                   |
| Жінки    | 119     | 34                 | 70               | 15                   |
| Разом    | 394     | 64                 | 286              | 44                   |